# Gerhard Emrich
Gerhard Emrich (* 1940) ist ein deutscher Neogräzist und Byzantinist.
Nach dem Studium der Klassischen Philologie, der Neugriechischen und Byzantinischen Philologie und der Theologie in Marburg, Frankfurt am Main und Bochum wurde Emrich 1973 an der Universität Bochum promoviert. Dort war er anschließend bis zur Pensionierung 2005 wissenschaftlicher Assistent und Lektor der Neugriechischen und Byzantinischen Philologie. Zu seinen Publikationen zählen Arbeiten zur neugriechischen Literatur und Lexikographie sowie Übersetzungen aus dem Neugriechischen.

## Schriften (Auswahl)
- Antike Metaphern und Vergleiche im lyrischen Werk des Kostis Palamas. Amsterdam: Hakkert 1974, 279 S. (= Bochumer Studien zur Neugriechischen und Byzantinischen Philologie, Bd.I). (Diss. Bochum 1973)
- Neugriechisch ohne Mühe. Deutsche Adaptation des Assimil-Sprachlehrbuchs Le Grec sans peine (mit Umstellung auf die neue Akzentuierung u. Korrekturen), Paris/Chennevières 1984
- Nikephorus II. Phokas. In: Biographisch-Bibliographisches Kirchenlexikon (BBKL). Band 6, Bautz, Herzberg 1993, ISBN 3-88309-044-1, Sp. 818–819 (II. phokas.shtml Artikel/Artikelanfang im Internet-Archive).
- Prokopios von Gaza. In: Biographisch-Bibliographisches Kirchenlexikon (BBKL). Band 7, Bautz, Herzberg 1994, ISBN 3-88309-048-4, Sp. 993–994 (Artikel/Artikelanfang im Internet-Archive).
- Michael Psellos. In: Biographisch-Bibliographisches Kirchenlexikon (BBKL). Band 7, Bautz, Herzberg 1994, ISBN 3-88309-048-4, Sp. 1017–1019 (Artikel/Artikelanfang im Internet-Archive).
- (Hrsg.): Poetischer Athen-Führer. Athen – Attika – klassische Stätten. Griechisch und deutsch. Darmstadt: Wiss. Buchges. 2000, ISBN 3-534-14270-5
- Giorgos Seferis: Ionische Reise. Übers. Frankfurt am Main: Suhrkamp Verlag 2006, ISBN 3-518-22403-4